# Kotlaszi járás

A Kotlaszi járás az Arhangelszki területen

A Kotlaszi járás (oroszul Котласский муниципальный район) Oroszország egyik járása az Arhangelszki területen. Székhelye Kotlasz.

## Népesség
- 1989-ben 32 800 lakosa volt.
- 2002-ben 24 964 lakosa volt.
- 2010-ben 21 005 lakosa volt.